# 마이크 폴록
마이크 폴록(Michael B. "Mike" Pollock, 1965년 ~ )은 미국의 성우이다. 2005년부터 소닉 더 헤지호그 시리즈에서 닥터 에그맨 역할을 맡은 것으로 유명하다. 여러 애니메이션 성우를 했는데, 주로 4Kids나 스튜디오폴리스에서 제작을 많이 했다.
딤 브리스토 성우의 사망 이후에 섀도 더 헤지호그에서 첫 출연하였으며, 이후 소닉 붐 시리즈에서 활동하고 있다. 인간적이고 지적이면서 배짱있는 목소리를 가지고 있지만 우스꽝스러운 모습도 훌륭하게 연기하는 모습이 매우 좋다고 한다.